# 민감국가
민감국가(Sensitive Country)란 외국인의 접근에 대한 미국 에너지부(DOE) 내부 검토 및 승인 과정에서 정책적 이유로 특별히 고려되는 국가 목록(Sensitive Country list)에 해당하는 국가이다. 1954년 처음으로 도입된 개념으로  그 정도에 따라 테러지원국, 위험 국가, 기타 지정 국가로 분류되며, 이에 지정된 국가들은 원자력, 과학기술 등의 교류가 단절되거나 제한된다. 미국 에너지부에 따르면 국가안보, 핵 비확산, 테러지원 등의 이유로 민감국가 목록에 포함될 수 있다고 한다.